# Inercia térmica
Se denomina inercia térmica a una propiedad extensiva de los materiales relacionada con la conductividad térmica y la capacidad calórica volumétrica. Es un término de uso frecuente en el modelado de mecanismos de transferencia de calor.

## Origen del término
El término es, en realidad, una analogía científica, que hace uso de un nombre prestado de la mecánica donde "inercia" define a un efecto que se opone a la aceleración de un cuerpo. En forma similar, la inercia térmica es una medida de la masa térmica y de la onda térmica que controla la temperatura superficial de un material.
En los modelos de transferencia de calor, un mayor valor de la capacidad térmica volumétrica significa que el sistema requerirá un tiempo mayor para alcanzar el equilibrio termodinámico.

## Definición
Se define a la inercia térmica de un material como la raíz cuadrada del producto entre la conductividad térmica y la capacidad calórica volumétrica, donde esta última es el producto entre la densidad y la capacidad calórica específica:
{\displaystyle I={\sqrt {(k\rho c)}}}
- {\displaystyle k} es la conductividad térmica, con unidades [W m−1 K−1]
- {\displaystyle \rho } es la densidad, en [kg m−3]
- {\displaystyle c} es la capacidad calórica específica en [J kg−1 K−1]
- {\displaystyle I} posee unidades de inercia en el SI [J m−2 K−1 s−1/2]. En algunos viejos textos se utilizan unidades no pertenecientes al SI, por ejemplo los Kieffers [Cal cm−2 K−1 s−1/2].[1]

## Uso
El término se utiliza, por ejemplo cuando los efectos dinámicos prevalecen en un modelo abstracto, de forma que el cálculo de estado estacionario podría conducir a resultados poco precisos, en ese caso se dice, por ejemplo: "este material posee una alta inercia térmica", o "la inercia térmica desempeña un importante papel en este sistema".
En ciencia planetaria, la inercia térmica de los materiales de superficie es una propiedad fundamental que controla las variaciones de las temperaturas diurnas, nocturnas y estacionales, donde varía dependiendo de los materiales geológicos que se encuentran próximos a la superficie.
En aplicaciones de detección remota, la inercia térmica representa una compleja combinación de tamaño de partículas, abundancia de rocas, afloramientos del lecho rocoso y grado de elevación. Se puede obtener una aproximación burda de la inercia térmica a partir de la amplitud de la curva de temperatura diurna (temperatura máxima menos temperatura mínima). La temperatura de un material con baja inercia térmica varía significativamente a lo largo del día, mientras que la temperatura de un material con alta inercia térmica no cambia tan drásticamente.
Entender y derivar los mecanismos de inercia térmica de una superficie pueden ayudar a reconocer características de pequeña escala de la superficie, en conjugación con otro tipo de datos, la inercia térmica puede ayudar a caracterizar los materiales de superficie y los procesos geológicos responsables de la formación de estos materiales.
La inercia térmica de los océanos es un factor de influencia de la mayor importancia en el cambio climático: el grado de calentamiento global que se predice finalmente dependerá de un cambio fundamental en el forzamiento radiativo, como por ejemplo un aumento sostenido en las concentraciones de gases de efecto invernadero